# Code d'instruction criminelle (France)
Pour les autres articles nationaux ou selon les autres juridictions, voir Code d'instruction criminelle.
Lire en ligne

Code d'instruction criminelle de 1808

Code des délits et des peines Code de procédure pénale
Envisagé dès 1801 et promulgué le 16 novembre 1808, le Code d’instruction criminelle est un recueil de textes juridiques qui organisait la procédure pénale en France. Il a été abrogé en 1958 et remplacé par le Code de procédure pénale.
Il adopte une synthèse entre le modèle accusatoire et le modèle inquisitoire.

## Origine
Une ordonnance royale d'août 1670 avait fait œuvre de codification en matière pénale afin de rationaliser le système criminel et de lutter contre les abus et dysfonctionnements sus au système coutumier. Mais les affaires survenues au cours du XVIIIe siècle (par ex. Affaire Calas en 1761, affaire Sirven en 1764) avec les engagements de philosophes et juristes conduisent à des évolutions (1780, 1788) qui ne suffisent pas : les cahiers de doléances rédigés pour les États-généraux  contiennent de fortes critiques contre le système pénal et la procédure. L’Assemblée constituante adopte, le 6 octobre 1791, un premier Code pénal, rapporté par Michel Lepeletier de Saint-Fargeau. La Convention adopte, elle, une nouvelle loi, le 3 brumaire an IV (25 octobre 1795), c'est le Code des délits et des peines. Des juristes dénoncent de graves imperfections de ce texte. Le consulat, le 7 germinal an IX (21 mars 1801 nomme une commission de cinq membres chargée de rédiger un nouveau code criminel (aussi bien code pénal que procédure pénale) : Viellart, Target, Oudart, Treilhard et Blondel, juristes et praticiens reconnus qui se réunissent sous l'autorité d' André Joseph Abrial, ministre de la Justice.  
Le projet déposé par la commission contient, tout à la fois, les lois de fond et les lois de forme. Le projet comprend 1 177 articles, précédés des observations générales, rédigées, par Target, pour le droit pénal, et par Oudard, pour la procédure. Les débats qui suivent sont nombreux et longs. Napoléon décide de publier deux codes : un de procédure appelé "code de l'instruction criminelle" qui ne sera mis en vigueur qu'au premier janvier 1811, après publication d'un "code pénal". Le code d'instruction criminelle est publié du 27 novembre au 26 décembre 1808. Le code pénal ne le sera que le 12 février 1810.  
Jean-Baptiste Treilhard, comte Treilhard (1742-1810), avocat et député de la convention, considéré par Napoléon Ier comme l'âme de la commission qui a rédigé le Code civil, le Code pénal et le Code d'instruction criminelle a été  honoré pour son œuvre en étant inhumé au Panthéon de Paris.  

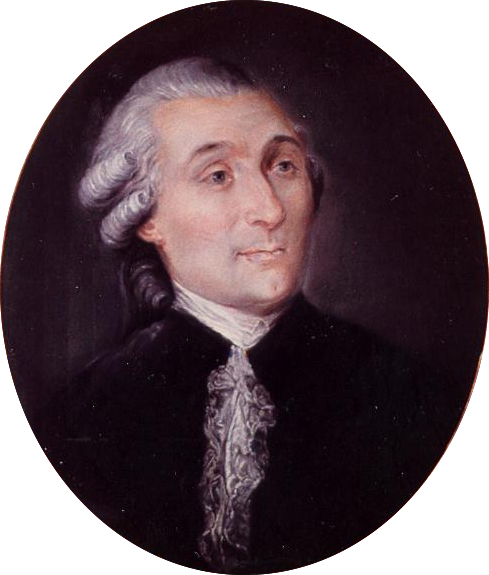
Jean-Baptiste Treilhard
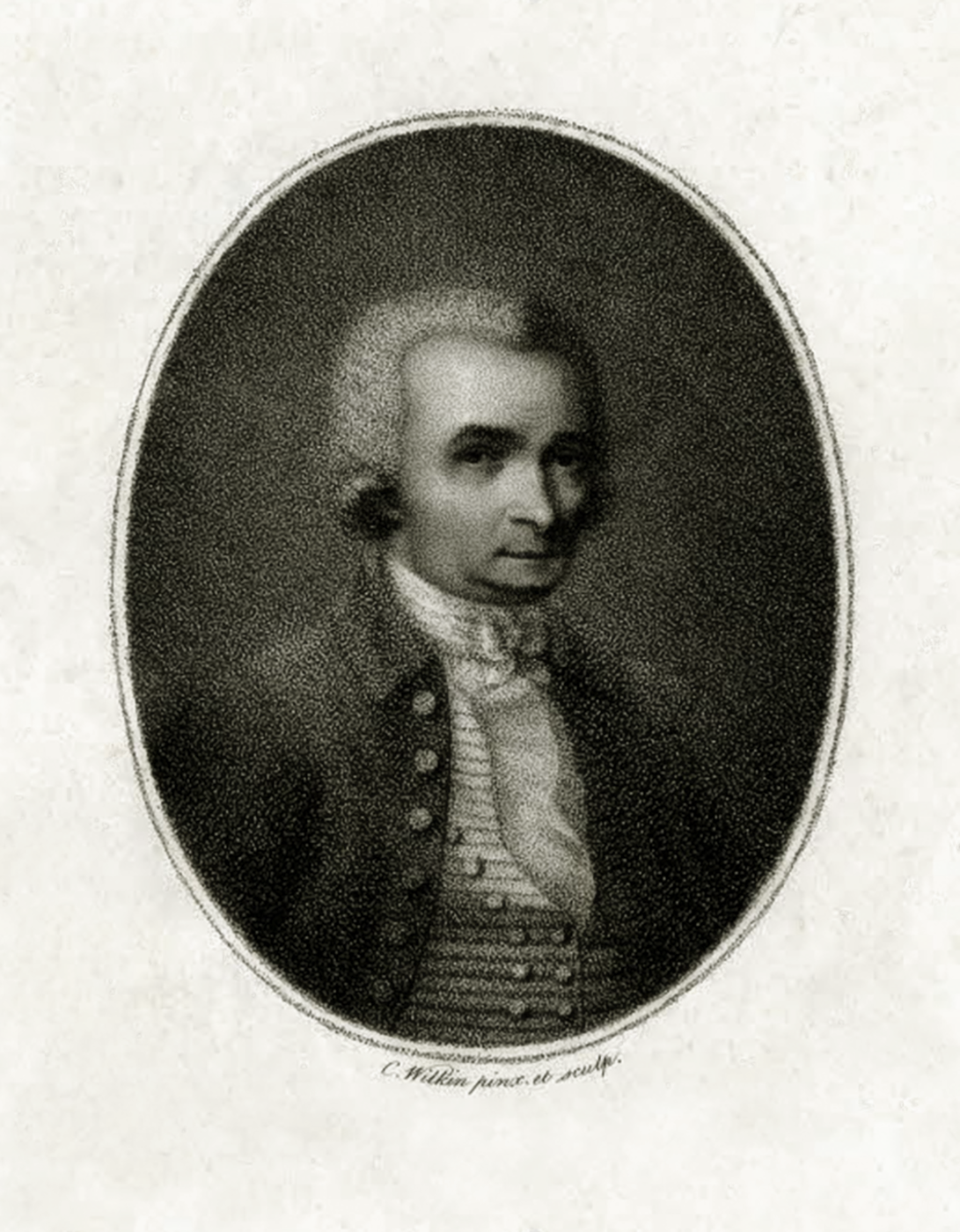
Guy-Jean-Baptiste-Target
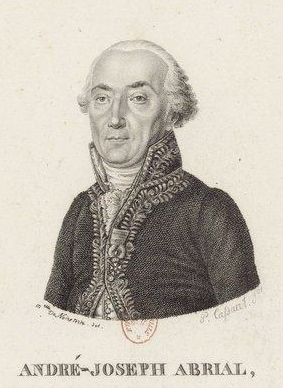
André Joseph Abrial

## Contenu

### Principaux fondements
- unité des justices civiles et pénales
- séparation des fonctions de poursuite, d’instruction et de jugement
- classification tripartite des infractions (contraventions, délits, crimes)
- Double degré de juridiction : possibilité du recours (sauf en matière criminelle)
- Collégialité des juridictions (sauf pour les juges de Paix, ancêtre des juges d’instance)

La synthèse des deux modèles se manifeste au cours de :
- la phase d’enquête (constatation  des infractions, recherche de preuves, l’instruction) est caractérisée par le secret, le caractère écrit et non contradictoire
- La phase de jugement est orale, publique et respectant le contradictoire.

### Plan du code
Première partie :
dispositions préliminaires
- Livre I - De la police judiciaire et des officiers qui l'exercent
- LIVRE II - De la justice
- TITRE I - Des tribunaux de police
- TITRE II – Des affaires qui doivent-être soumises au jury
- TITRE III - Des manières de se pourvoir contre les arrêts et jugements.
- TITRE IV - De quelques procédures particulières.
- TITRE V - Des règlements de juges et des renvois d'un tribunal à l'autre.
- TITRE VI – Des cours spéciales
- TITRE VII - De quelques objets d'intérêt public et de sûreté générale.

## Appréciation, mise en œuvre et évolution du code
René Garraud, pénaliste reconnu du début du XXe siècle, porte une appréciation sur ce code : « Le Code d'instruction criminelle est une œuvre éclectique, où l'on trouve, à dose à peu près égale, plutôt superposés que fondus, les deux éléments historiques, une procédure mixte, qui emprunte à l'ordonnance de 1670, son information secrète et écrite ; aux Codes de l'Assemblée constituante et de la Convention, l'instruction orale, avec publicité des débats qui précèdent le jugement. Le jury d'accusation est supprimé le jury de jugement maintenu ». Il décrit les évolutions du code tout au long du XIXe siècle : « une révision d'ensemble du Code pénal et du Code d'instruction criminelle a été faite par la loi du 28 avril 1832 et, à cette époque, une nouvelle édition en a été officiellement donnée... La loi du 17 juillet 1856, la loi du 14 juillet 1863, celle du 20 mai 1863, ont modifié la première, l'organisation des juridictions d'instruction la seconde, les règles de la détention préventive et de la liberté provisoire ; la troisième, l'instruction et le jugement en matière de flagrants délits. La loi du 15 novembre 1892 impute la détention préventive sur la peine... La loi du 8 décembre 1897 sur la modification de certaines règles de l'instruction préalable en matière de crimes et de délits : c'est la faculté donnée à l'inculpé de faire suivre et contrôler l'instruction par son conseil. Ainsi les deux types de procédure, celui de la procédure inquisitoire et celui de la procédure accusatoire, qui ont divisé les législations anciennes, ont une tendance à se combiner dans un système harmonieux qui, sans sacrifier les droits de la société, parait donner au prévenu toutes les garanties propres à assurer cette vérité judiciaire qui est le but suprême de toute loi de procédure ».
À partir de 1957, le Code d'instruction criminelle est remplacé par le Code de procédure pénale, dont l'adoption s'achève par une ordonnance du 23 décembre 1958 et qui entre en vigueur le 2 mars 1959.